# Trudy Stevenson
Pour les articles homonymes, voir Stevenson.
Trudy Stevenson (née Bevier) est une femme politique et diplomate zimbabwéenne, née le 16 septembre 1944 à Atlanta (États-Unis) et décédée le 24 août 2018 à Dakar (Sénégal).

## Jeunesse
Elle effectue sa scolarité au Wymondham College (en) dans le Norfolk, en Angleterre, de 1955 à 1962. Elle étudie ensuite à l'Université de Reading et à l'Université du Zimbabwe. Elle vit en Ouganda dans les années 1970 avant de fuir le régime d'Idi Amin Dada. Elle arrive au Zimbabwe en 1980 et obtient la citoyenneté zimbabwéenne en 1990.

## Carrière
Trudy Stevenson est membre du Parlement du Zimbabwe de 2000 à 2008.
En 2009, elle est nommée ambassadeur du Zimbabwe au Sénégal et en Gambie. Elle meurt à Dakar le 24 août 2018.